# Кишинёвский марафон
Кишинёвский международный марафон (рум. Maratonul Internațional Chișinău) — второй в истории Кишинёва и первый в истории независимой Республики Молдова ежегодный марафонский забег. Впервые состоялся в 2015 году. Сертифицирован Федерацией лёгкой атлетики Молдовы, член AIMS c 2016 года

## История

### 2015
Первый Кишинёвский международный марафон прошел 26 апреля 2015 года, став первым марафонским забегом в Кишинёве с 1986 года. Он был организован общественной спортивной организацией Sporter.md при поддержке Министерства молодёжи и спорта Республики Молдова и спонсорской поддержке нефтеперерабатывающей компании Petrom. Бюджет соревнований составил 1 миллион леев и был в равных частях предоставлен организатором и спонсором. Подготовка марафона заняла около года, в его организации и проведении приняло участие 300 волонтёров.
В рамках марафона прошли соревнования на 4 дистанциях: марафон (взнос за участие 200 лев), полумарафон, бег на 10 километров (100 лев для каждого) и на 3 километра (так называемый Fun Run, бесплатен для участников). В преддверии соревнований в центре Кишинёва была организована спортивная ярмарка и прошли соревнования по бегу на 400 метров для детей в трёх возрастных категориях: от 5 до 6 лет, от 7 до 9 лет, от 10 до 12 лет.
В 2015 году в забегах приняли участие около 10 тысяч человек, почти 1400 вышли на три основные дистанции и 140 бежали марафон. Среди бегунов были граждане Молдовы и других стран — Австрии, Беларуси, Германии, Индии, США, России, Украины и Швеции. Журналисты отметили среди участников примара Кишинёва Дорина Киртоакэ, главу экономического департамента делегации ЕС в Молдове Вихера Слагтера и британского посла Фила Батсона.

### 2016
Второй международный Кишинёвский марафон состоялся 17 апреля 2016 года, организатором которого является спортивная общественная организация Sporter.md при поддержке Министерства молодёжи и спорта Республики Молдова и спонсорской поддержке нефтеперерабатывающей компании Petrom.
На центральной площади Кишинёва собралось свыше 15 000 человек, которые пробежали дистанции: марафон (42 км 195 м), полумарафон (21 км 0975 м), курс 10 км и Fun Run (3 км).
В рамках проведения мероприятия прошла спортивная ярмарка, в которой приняли участие около 30 компаний, а за день до официального старта Кишиневского марафона состоялись детские забеги на 200 метров в трёх возрастных категориях: 5-6 лет, 7-9 лет, 10-12 лет.
Во время подготовки и в день проведения Кишинёвского марафона, организаторам помогали около 400 волонтеров.
Участие во втором Кишинёвском марафоне приняли гости из 50 стран мира, политические деятели, профессиональные спортсмены разных видов спорта, а также участвовали различные коммерческие компании и благотворительные организации.

### 2017
Третий международный Кишинёвский марафон состоялся 1 октября 2017 года. В этот день столица Молдовы стала центром притяжения для всех, кто занимается бегом и ведет активный образ жизни. Среди участников Кишинёвского марафона были не только местные бегуны, но и множество иностранных спортсменов из 50 стран мира, для которых Кишиневский марафон стал новым опытом в беговой карьере. Организатором марафона выступила спортивная общественная организация Sporter.md при спонсорской поддержке сети супермаркетов Kaufland.
В этому году участие в Кишинёвском марафоне приняли 17 000 человек. Участникам были предложены 5 дистанций на выбор: марафон (42 км 195 м), полумарафон (21 км 0975 м), забеги на 5 км и 10 км, Fun Run (1,5 км).
Днем ранее, 30 сентября, в рамках Кишинёвского марафона состоялись забеги для детей на 200 метров в трёх возрастных категориях: 5-6 лет, 7-9 лет, 10-12 лет. Участие в забегах приняли 400 детей.
В течение трёх дней, в центре Кишинёва проходила спортивная ярмарка. Участие в ярмарке принимали разные спортивные бренды, благотворительные организации и коммерческие коммерческие компании. В самом центре была расположена Food Zone, где проходила бесплатная вечеринка пасты (Pasta Party) и обмывание медалей.

### 2018
Четвертый международный Кишиневский марафон состоялся 30 сентября 2018 года. По сложившейся традиции, в соревновании принимали участие не только опытные спортсмены, но также и те, для кого марафон стал первым испытанием. Среди участников были представители 50 государств мира. По словам организаторов, на Кишиневский марафон съехались более 2000 иностранных спортсменов.
В этому году участие в Кишинёвском марафоне приняли 18 000 человек. Участникам были предложены 5 дистанций на выбор: марафон (42 км 195 м), полумарафон (21 км 0975 м), забеги на 5 км и 10 км, Fun Run (1,5 км). Впервые в истории проведения Кишиневского марафона была открыта дистанция «Marathon for All» для спортсменов-колясочников.
Кенийский бегун Бенжамин Кипроп Серем установил рекорд трассы: он пробежал 42 км за 2 часа 16 минут 38 секунд. Также был установлен рекорд трассы для полумарафона: Райляну Максиму удалось пробежать 21 км за 1:06:12.
Днем ранее, 29 сентября, в рамках Кишиневского марафона состоялись забеги для детей: участники соревновались на дистанции 400 м, 800 м, 1200 м, 2000 м. Участие в забегах приняли 500 детей. Также в этот день с публичными лекциями выступили известные путешественники Ольга Румянцева и Владимир Котляр, а также спортсмены-марафонцы Ярослав Мушинский и Леонид Швецов.

### 2019
В 2019 году Кишиневский марафон отмечал свой юбилей — 5 лет. Этот выпуск прошел 29 сентября под слоганом «Дай пять!».
По традиции забеги на 5 дистанциях Марафона — марафон (42 км 195 м), полумарафон (21 км 0975 м), забеги на 10 и 5 км, Fun Run (1,5 км) — прошли по центральным улицам молдавской столицы. Также была вновь открыта дистанция «Marathon for All» для спортсменов-колясочников.
Как и в предыдущие года, принять участие в забегах могли как опытные спортсмены, так и участники, которые только начали увлекаться бегом. По данным организаторов в 2019 году на Площади Великого Национального Собрания в Кишиневе собрались около 20 000 участников, среди которых также были участники их других стран: Украины, России, Румынии, Германии и др.
Победителями стали участники среди мужчин и женщин, которые пришли первыми к финишу на выбранной ими дистанции. В 2019 году некоторым участникам удалось побить свои прошлые рекорды. Так, на дистанции полумарафона Райляну Максим пришел с результатом 1:06:11.9 (прошлый рекорд - 1:06:12.0), а Карманенко Катерина установила рекорд среди женщин -  1:20:16.3 (прошлый рекорд - 1:20:43.0).
В рамках Кишиневского марафона, 28 сентября, также прошли забеги для детей Kids Run Day. В забегах на дистанции 400 м, 800 м, 1200 м, 2000 м приняли участие дети в возрасте от 5 до 13 лет.

### 2020
В связи с пандемией COVID-19 этот выпуск Международного Кишиневского марафона прошел в необычном для него формате — онлайн. Поддержать соревнование и принять участие в онлайн забеге мог каждый желающий. Для этого организаторы предлагали надеть футболку Кишиневского марафона прошлых лет, выбрать любую из дистанций: 1,5 км, 5 км, 10 км, 21 км или 42 км и выйти на старт 27 сентября в 9:00 в любой точке города, страны и даже мира.
В этот день в поддержку Online Chisinau International Marathon 2020 вышли бегуны не только из Кишинева, но из Унген, Бельц, Сорок, разных городов Приднестровья, а также США, Италии, Румынии, Греции и даже в Индии.

### 2021
В 2021 году состоялся шестой выпуск Международного Кишиневского марафона. Он стал первым масштабным спортивным мероприятием Sporter после полутора лет пандемии COVID-19.
Марафон пошел 17 октября, однако в строгих условиях. К участию допускались только те спортсмены, которые смогли предоставить документы о здоровье. Для участников и болельщиков также было организовано бесплатное экспресс тестирование на коронавирус. Чтобы обеспечить безопасность спортсменам, число слотов в 2021 было снижено до 2000, а также отменена дистанция Fun Run (1,5 км), в которой по традиции принимали участие все желающие.
Как и в прошлые года, участникам были предложены 4 основные дистанции: марафон (42 км 195 м), полумарафон (21 км 0975 м), 10 км и 5 км. Впервые был изменен маршрут дистанции на 5 км. В 2021 году также была открыта уже ставшей традиционной дистанция для спортсменов-колясничков «Marathon for All», в которой приняли участие 35 спортсменов.
Также в рамках Кишиневского марафона, 16 октября, были организованы детские беговые соревнования Kids Run Day.

### 2022
В 2022 году прошел восьмой выпуск Международного Кишиневского марафона. Отдавая дань уважения добросердечию и гостеприимству жителей Молдовы, организаторы провели масштабный ребрендинг, и теперь беговые соревнования носят имя Chisinau Big Hearts Marathon (Марафон Больших Сердец).
Забег состоялся 25 сентября. В общей сложности приняли участие около 10000 спортсменов из разных стран.
Организаторы подготовили для атлетов 5 основных дистанций: марафон (42 км 195 м), полумарафон (21 км 0975 м), 10 км, 5 км, а также Fun Run (1,5 км) – это бесплатный забег, который прошел впервые после двух лет связанных с ограничениями пандемии. Для спортсменов-колясочников была организована, в четвертый год подряд, дистанция Marathon for All, а для детей 23 сентября, провели забег Kids Run Day в четырех возрастных категориях: 5-6 лет, 7-8 лет, 9-10 лет, 11-13 лет.
В течение трех дней по случаю беговых соревнований в центре молдавской столицы проходили яркие праздничные события – ярмарки и конкурсы. Вечером, 23 сентября перед большим стартом для участников устроили традиционную бесплатную вечеринку Pasta Party.
Организаторы – спортивная организация Sporter и доска объявлений 999.md, при поддержке Примэрии муниципия Кишинев. Проведение бегового соревнования поддержала команда из 200 волонтеров и около 30 партнеров спортивного праздника.

### 2023
В 2023 году Chisinau Big Hearts Marathon стартовал девятый раз. Главное беговое событие страны прошло под слоганом “Марафон – больше, чем бег. Он – доказательство того, что мы вместе”.
Мероприятия в рамках марафона длились два дня: 23 и 24 сентября. В общей сложности в забегах приняли участие более 10 000 человек из 46 стран. Участники соревновались на четырех основных дистанциях: марафон (42 км 195 м), полумарафон (21 км 0975 м), 10 км, 5 км. Также состоялся бесплатный несоревновательный забег для всех желающих Fun Run на 1,5 км. Для спортсменов-колясочников был организован Marathon for All, а для детей прошли старты в рамках Kids Run Day. Победители получили призы и подарки от спонсоров, и абсолютно всем атлетам, преодолевшим выбранную соревновательную дистанцию в установленные лимиты времени, вручили почетные медали финишера.
С каждым годом кишиневский марафон собирает все больше участников и фанатов спорта со всего мира и способствует укреплению положительного имиджа Молдовы, представляя ее современной и спортивной страной, продвигающей ценности гуманизма и здорового образа жизни.
Организатор Chisinau Big Hearts Marathon – общественная спортивная организация Sporter, которая более 10 лет остается единственным устроителем марафонских забегов в Молдове, а также 999.md – самая популярная доска электронных объявлений нашей страны. В 2023 году марафон прошел при поддержке Генеральной примэрии муниципия Кишинэу и Главного управления образования, молодежи и спорта, а также более 30 компаний и организаций партнеров. Генеральный партнер марафона – платежная система VISA.

### 2024
В 2024 году в Кишиневе прошел юбилейный Chisinau Marathon. “10 лет мы любим спорт” – так звучал его слоган. За 10 лет самое масштабное беговое событие страны помогло тысячам жителей Молдовы открыть для себя бег, а тысячи бегунов со всего мира открыли для себя Молдову.
На юбилейный марафон собрались атлеты из 52 стран. В целом в марафоне приняли участие более 10.000 человек. По традиции забеги проходили в течение 2-х дней.
28 сентября состоялись детские старты Kids Marathon. В них участвовали более 800 ребят. Мальчики и девочки соревновались отдельно в своих возрастных группах: 5-6 лет, 7-8 лет, 9-10 лет и 11-13 лет.
29 сентября прошли основные соревновательные забеги среди взрослых участников на 5 км, 10 км, полумарафон (21 км 975 м) и марафон (42 км 195 м). Спортсмены-колясочники бросили вызов Marathon for All. Дебютом Chisinau Marathon был Roller Run – заезды на роликах. Также прошел бесплатный не соревновательный старт для любителей бега Fun Run на 1,5 км.
Все, кто уложился в установленный для выбранной дистанции срок, получили почетные медали финишера. Их разработали специально для юбилейного марафона. Победителям вручили премии и подарки от спонсоров.
На 10-м Chisinau Marathon, 14-летний атлет Михаил Волошин стал самым молодым бегуном, который когда-либо финишировал на 42,195 км кишиневского марафона. Впервые Михаил вышел на старт в 5 лет – это самый ранний возраст допустимый для участия в Chisinau Marathon. А сейчас успешно штурмовал главную дистанцию.
А на финише 10 км дистанции произошло событие, которое не оставило равнодушных в спортивном городке. Габриэл Крецу попросил руки Анны Харитон. Молодые люди занимаются спортом много лет, они не раз участвовали в марафонах и предложение Габриэл приурочил к этому юбилейному забегу, теперь 10-й Chisinau Marathon будет главным в жизни этой пары.
Организатор Chisinau Marathon – общественная организация - Спортивный клуб Sporter. Марафон прошел при поддержке примэрии и Главного управления образования, молодежи и спорта муниципия Кишинэу (DGETS) и Министерства образования и исследований. Помощь оказали Инспекторат полиции, Карабинеры и Служба экстренной медицинской помощи. Также поддержали проведение спортивного праздника Federația Sportul pentru Toți и Federația Sportivă Națională de Sport pe Role.
Около 40 компаний и организаций помогли провести Chisinau Marathon, выступив в качестве спонсоров и партнеров. Генеральный партнер – 999.md.

## Трасса
В марафоне и полумарафоне могут принять участие бегуны старше 18 лет, в беге на 10 километров — старше 16 лет; требуется регистрация. Забег на 1.5 километра открыт для всех желающих без предварительной регистрации.
Маршрут марафонского бега (42,195 км) и полумарафона: Площадь Великого Национального Собрания (напротив Триумфальной арки) — бул. Штефана чел Маре — ул. Чуфля — бул. Дачия (до ул. Роз) — бул. Дачия — ул. Чуфля — бул. Штефана чел Маре (до ул. Тома Чорба) — бул. Штефана чел Маре — Площадь Великого Национального Собрания (4 круга по 10,5 км для марафонцев и 2 круга по 10,5 км для полумарафонцев с ограничением по времени в 6 часов и 3 часа соответственно).
Маршрут бега на 10 км: бул. Штефана чел Маре — ул. Чуфля — бул. Дачия (до ул. Роз) — бул. Дачия — ул. Чуфля — бул. Штефана чел Маре (до ул. Тома Чорба) — бул. Штефана чел Маре — Площадь Великого Национального Собрания (с ограничением по времени в 1,5 часа).
Маршрут забега на 5 км: Площадь Великого Национального Собрания — разворот на перекрестке бул. Штефана чел Маре и ул. Измаил — бул. Штефана чел Маре — разворот на перекрестке бул. Штефана чел Маре и ул. Тома Чорбэ — бул. Штефана чел Маре — Площадь Великого Национального Собрания).
Маршрут развлекательного забега Fun Run: Площадь Великого Национального Собрания — ул. Вероника Микле — ул. Бэнулеску Бодони — Финиш напротив памятника Штефана чел Маре.

## Результаты

### 2015
Все сведения указаны по данным с сайта марафона.
10 км
| Место | Атлет             | Гражданство | Время     |
| ----- | ----------------- | ----------- | --------- |
| 1     | Роман Продиус     | Молдова     | 0:33:07.3 |
| 2     | Иван Сюрис        | Молдова     | 0:33:44.2 |
| 3     | Максим Райляну    | Молдова     | 0:34:23.6 |
| 4     | Максим Пушкаш     | Молдова     | 0:38:05.6 |
| 5     | Ярослав Мушинский | Молдова     | 0:38:21.8 |
| 6     | Игорь Чепрага     | Молдова     | 0:38:49.7 |
| 7     | Андрей Котоман    | Молдова     | 0:38:54.3 |
| 8     | Олег Иванченко    | Молдова     | 0:38:57.3 |
| 9     | Александр Булат   | Молдова     | 0:39:46.8 |
| 10    | Игорь Кожусняну   | Молдова     | 0:40:42.4 |

Полумарафон
| Место | Атлет            | Гражданство | Время     |
| ----- | ---------------- | ----------- | --------- |
| 1     | Николай Горбушко | Молдова     | 1:09:32.6 |
| 2     | Михаил Бизнюк    | Молдова     | 1:11:46.6 |
| 3     | Роман Чобану     | Молдова     | 1:11:51.3 |
| 4     | Думитру Николаев | Молдова     | 1:18:54.0 |
| 5     | Сергей Фала      | Молдова     | 1:19:34.1 |
| 6     | Тудор Чеботарь   | Молдова     | 1:20:38.2 |
| 7     | Даниел Чорня     | Молдова     | 1:23:25.3 |
| 8     | Сергей Зайченко  | Молдова     | 1:24:44.3 |
| 9     | Андрей Грейко    | Молдова     | 1:24:52.3 |
| 10    | Андрей Кривой    | Молдова     | 1:25:11.6 |

Марафон
| Место | Атлет                | Гражданство | Время     |
| ----- | -------------------- | ----------- | --------- |
| 1     | Виталий Георгица     | Молдова     | 2:42:11.5 |
| 2     | Геннадий Цымбалист   | Молдова     | 2:42:17.6 |
| 3     | Игорь Тимбаларь      | Молдова     | 2:51:58.8 |
| 4     | Георгий Гори         | Молдова     | 2:59:12.0 |
| 5     | Даниел Каали         | Индия       | 3:12:30.6 |
| 6     | Игорь Левчук         | Беларусь    | 3:17:04.9 |
| 7     | Бимбаш Олег          | Молдова     | 3:27:58.6 |
| 8     | Александра Кириллова | Россия      | 3:33:50.2 |
| 9     | Ливию Кроитору       | Молдова     | 3:34:56.4 |
| 10    | Сергей Дзеро         | Молдова     | 3:38:33.8 |

Статистика участников марафона
| Дистанция   | Завершили этап | Завершили этап | Завершили этап | Не завершили | Не вышли на старт | Всего зарегистрировано |
| Дистанция   | Всего          | Мужчины        | Женщины        | Не завершили | Не вышли на старт | Всего зарегистрировано |
| ----------- | -------------- | -------------- | -------------- | ------------ | ----------------- | ---------------------- |
| Марафон     | 100            | 91             | 9              | 32           | 8                 | 140                    |
| Полумарафон | 271            | 215            | 56             | 45           | 28                | 345                    |
| 10 км       | 714            | 506            | 208            | 29           | 173               | 914                    |
| Итого       | 1085           | 812            | 273            | 156          | 209               | 1399                   |

### 2016
Все сведения указаны по данным с сайта марафона.
10 км
| Место | Атлет               | Гражданство | Время     |
| ----- | ------------------- | ----------- | --------- |
| 1     | Николай Лабовский   | Украина     | 0:32:25.6 |
| 2     | Максим Рэйляну      | Молдова     | 0:33:18.1 |
| 3     | Михай Бизнюк        | Молдова     | 0:34:38.1 |
| 4     | Каталин Житковиц    |             | 0:36:01.4 |
| 5     | Юстин Мандуч        |             | 0:37:01.4 |
| 6     | Сергей Фала         | Молдова     | 0:37:15.2 |
| 7     | Егор Сырбу          |             | 0:37:55.0 |
| 8     | Юстин Палтинел      |             | 0:38:06.7 |
| 9     | Владислав Иванченко |             | 0:38:15.1 |
| 10    | Андрей Котоман      | Молдова     | 0:38:35.9 |

Полумарафон
| Место | Атлет              | Гражданство | Время     |
| ----- | ------------------ | ----------- | --------- |
| 1     | Николай Горбушко   | Молдова     | 1:11:16.9 |
| 2     | Геннадий Цымбалист | Молдова     | 1:11:49.0 |
| 3     | Думитру Николаев   | Молдова     | 1:15:17.1 |
| 4     | Чеботарь Тудор     |             | 1:17:35.5 |
| 5     | Андрей Кривой      | Молдова     | 1:17:43.6 |
| 6     | Санду Лупушор      |             | 1:17:56.8 |
| 7     | Даниел Чорня       | Молдова     | 1:21:21.2 |
| 8     | Лука Чили          |             | 1:23:07.6 |
| 9     | Пётр Чиряк         |             | 1:23:25.6 |
| 10    | Игорь Кожухарь     |             | 1:25:46.8 |

Марафон
| Место | Атлет            | Гражданство | Время     |
| ----- | ---------------- | ----------- | --------- |
| 1     | Виталий Георгица | Молдова     | 2:27:53.7 |
| 2     | Марчин Сожка     | Флаг Польши | 2:42:50.2 |
| 3     | Ливиу Кроитору   | Молдова     | 2:42:55.7 |
| 4     | Игорь Цимбаларь  | Молдова     | 2:43:57.9 |
| 5     | Клантон Страйлир | США         | 2:55:04.9 |
| 6     | Максим Анфинов   | Россия      | 2:57:11.4 |
| 7     | Ионел Рапотан    |             | 3:06:37.2 |
| 8     | Виктор Спатару   |             | 3:14:26.3 |
| 9     | Време Александру |             | 3:15:27.9 |
| 10    | Дариус Бартковяк |             | 3:17:09.2 |

Статистика участников марафона 2016
| Дистанция   | Завершили этап | Завершили этап | Завершили этап | Не завершили | Не вышли на старт | Всего зарегистрировано |
| Дистанция   | Всего          | Мужчины        | Женщины        | Не завершили | Не вышли на старт | Всего зарегистрировано |
| ----------- | -------------- | -------------- | -------------- | ------------ | ----------------- | ---------------------- |
| Марафон     | 208            |                |                | 11           | 20                | 239                    |
| Полумарафон | 575            |                |                | 18           | 58                | 651                    |
| 10 км       | 1198           |                |                | 10           | 113               | 1321                   |
| Итого       | 1981           |                |                | 39           | 191               | 2211                   |

### 2017
Все сведения указаны по данным с сайта марафона.
5 км
| Место | Атлет             | Гражданство | Время     |
| ----- | ----------------- | ----------- | --------- |
| 1     | Клайтон Страйкер  | США         | 0:16:20.5 |
| 2     | Думитру Николаев  | Молдова     | 0:17:00.1 |
| 3     | Николай Павленко  | Молдова     | 0:17:13.9 |
| 4     | Александр Волощук | Молдова     | 0:17:33.6 |
| 5     | Николай Попа      | Молдова     | 0:17:38.6 |
| 6     | Николай Плэчинтэ  | Молдова     | 0:17:41.1 |
| 7     | Антон Чикариев    | Украина     | 0:17:53.2 |
| 8     | Дорин Романовски  | Молдова     | 0:18:47.1 |
| 9     | Александру Бул    | Молдова     | 0:19:00.1 |
| 10    | Серегей Гараба    | Молдова     | 0:20:36.7 |

10 км
| Место | Атлет             | Гражданство | Время     |
| ----- | ----------------- | ----------- | --------- |
| 1     | Максим Рэйляну    | Молдова     | 0:35:51.0 |
| 2     | Михаил Бизнюк     | Молдова     | 0:35:52.0 |
| 3     | Санду Лупушор     | Молдова     | 0:37:17.6 |
| 4     | Петр Кирияк       | Молдова     | 0:38:16.4 |
| 5     | Антон Кудрявкин   | Молдова     | 0:38:41.2 |
| 6     | Владимир Гутуляк  | Молдова     | 0:40:18.7 |
| 7     | Лауренциу Истрате | Румыния     | 0:41:09.2 |
| 8     | Виктор Карцын     | Молдова     | 0:41:18.6 |
| 9     | Игорь Кожухарь    | Молдова     | 0:41:31.0 |
| 10    | Лука Киели        | Италия      | 0:41:37.7 |

полумарафон
| Место | Атлет               | Гражданство | Время     |
| ----- | ------------------- | ----------- | --------- |
| 1     | Геннадий Цымбалист  | Молдова     | 1:12:57.5 |
| 2     | Роман Чобану        | Молдова     | 1:14:41.0 |
| 3     | Ливиу Кроитору      | Молдова     | 1:17:07.2 |
| 4     | Егор Сырбу          | Молдова     | 1:17:55.3 |
| 5     | Владислав Иванченко | Молдова     | 1:19:05.6 |
| 6     | Роман Крещук        | Молдова     | 1:21:22.6 |
| 7     | Владимир Онищенко   | Молдова     | 1:23:17.5 |
| 8     | Лилия Фиськович     | Молдова     | 1:23:27.2 |
| 9     | Даниел Дроник       | Молдова     | 1:23:32.8 |
| 10    | Андрей Врабий       | Молдова     | 1:25:26.0 |

марафон
| Место | Атлет                | Гражданство | Время     |
| ----- | -------------------- | ----------- | --------- |
| 1     | Николай Горбушко     | Молдова     | 2:27:14.6 |
| 2     | Тудор Чеботарь       | Молдова     | 2:43:25.1 |
| 3     | Олеся Смовженко      | Молдова     | 2:48:35.1 |
| 4     | Кристина Бохомяхкова | Украина     | 2:49:36.4 |
| 5     | Олег Бимбаш          | Украина     | 2:50:14.5 |
| 6     | Ион Крэчун           | Молдова     | 2:53:07.0 |
| 7     | Олег Иванченко       | Молдова     | 2:53:41.0 |
| 8     | Игорь Цымбаларь      | Молдова     | 2:54:04.1 |
| 9     | Наталья Збырня       | Молдова     | 2:58:21.1 |
| 10    | Виталий Георгица     | Молдова     | 3:01:09.3 |

Статистика участников марафона 2017
| Дистанция   | Завершили этап | Завершили этап | Завершили этап | Не завершили | Не вышли на старт | Всего зарегистрировано |
| Дистанция   | Всего          | Мужчины        | Женщины        | Не завершили | Не вышли на старт | Всего зарегистрировано |
| ----------- | -------------- | -------------- | -------------- | ------------ | ----------------- | ---------------------- |
| Марафон     | 289            |                |                | 10           | 37                | 336                    |
| Полумарафон | 553            |                |                | 13           | 65                | 631                    |
| 10 км       | 1014           |                |                | 10           | 167               | 1191                   |
| 5 км        | 629            |                |                | 1            | 118               | 748                    |
| Итого       | 2585           |                |                | 34           | 387               | 2906                   |

### 2018
Все сведения указаны по данным с сайта марафона.
5 км
| Место | Атлет               | Гражданство | Время     |
| ----- | ------------------- | ----------- | --------- |
| 1     | Владислав Иванченко | Молдова     | 0:17:25.6 |
| 2     | Николай Павленко    | Молдова     | 0:17:36.8 |
| 3     | Александр Волощук   | Молдова     | 0:18:25.7 |
| 4     | Николай Попа        | Молдова     | 0:18:36.1 |
| 5     | Николай Плэчинтэ    | Молдова     | 0:18:37.6 |
| 6     | Дмитрий Прозоровски | Молдова     | 0:19:07.4 |
| 7     | Василий Булгак      | Молдова     | 0:19:57.2 |
| 8     | Михаела Ботнарь     | Молдова     | 0:20:14.7 |
| 9     | Богдан Горган       | Молдова     | 0:20:15.8 |
| 10    | Михаил Спринчан     | Молдова     | 0:21:00.1 |

10 км
| Место | Атлет             | Гражданство | Время     |
| ----- | ----------------- | ----------- | --------- |
| 1     | Петр Кирияк       | Молдова     | 0:35:34.7 |
| 2     | Генадий Тимбалист | Молдова     | 0:36:10.0 |
| 3     | Андрей Кривои     | Молдова     | 0:36:56.3 |
| 4     | Владимир Курачов  | Молдова     | 0:37:35.9 |
| 5     | Дорин Романович   | Молдова     | 0:39:03.1 |
| 6     | Руслан Ужа        | Молдова     | 0:39:05.2 |
| 7     | Дмитрий Заиков    | Молдова     | 0:39:36.9 |
| 8     | Истрате Лаурентиу | Румыния     | 0:40:20.2 |
| 9     | Дорин Макринич    | Молдова     | 0:41:01.6 |
| 10    | Андрей Головей    | Молдова     | 0:41:24.0 |

полумарафон
| Место | Атлет               | Гражданство | Время     |
| ----- | ------------------- | ----------- | --------- |
| 1     | Максим Раиляну      | Молдова     | 1:06:12.0 |
| 2     | Ливиу Кроитору      | Молдова     | 1:07:50.0 |
| 3     | Алексей Обукховски  | Украина     | 1:12:14.9 |
| 4     | Адриан Иримия       | Румыния     | 1:14:22.5 |
| 5     | Антон Кудрявкин     | Молдова     | 1:20:09.6 |
| 6     | Кодряну Маноле      | Румыния     | 1:20:36.1 |
| 7     | Катерина Карманенко | Украина     | 1:20:43.0 |
| 8     | Алексей Каменщик    | Молдова     | 1:20:54.4 |
| 9     | Иван Филипов        | Россия      | 1:21:02.7 |
| 10    | Пётр Филипов        | Россия      | 1:21:02.8 |

марафон
| Место | Атлет                 | Гражданство | Время     |
| ----- | --------------------- | ----------- | --------- |
| 1     | Бенжамин Кипроп Серем | Кения       | 2:16:39.4 |
| 2     | Николай Горбушко      | Молдова     | 2:28:46.5 |
| 3     | Сергей Попов          | Украина     | 2:31:40.7 |
| 4     | Тудор Чеботарь        | Молдова     | 2:40:24.9 |
| 5     | Михаил Машистов       | Украина     | 2:41:39.1 |
| 6     | Олег Иванченко        | Молдова     | 2:51:46.8 |
| 7     | Роман Билоус          | Украина     | 2:53:30.1 |
| 8     | Ирина Маснык          | Украина     | 2:53:55.1 |
| 9     | Евгений Борщ          | Украина     | 2:55:03.8 |
| 10    | Андрей Богач          | Молдова     | 2:55:39.1 |

Статистика участников марафона 2018
| Дистанция   | Завершили этап | Завершили этап | Завершили этап | Не завершили | Не вышли на старт | Всего зарегистрировано |
| Дистанция   | Всего          | Мужчины        | Женщины        | Не завершили | Не вышли на старт | Всего зарегистрировано |
| ----------- | -------------- | -------------- | -------------- | ------------ | ----------------- | ---------------------- |
| Марафон     | 327            |                |                | 10           | 40                | 385                    |
| Полумарафон | 696            |                |                | 3            | 48                | 754                    |
| 10 км       | 1148           |                |                | 4            | 126               | 1279                   |
| 5 км        | 665            |                |                | 9            | 134               | 809                    |
| Итого       | 2836           |                |                | 26           | 348               | 3247                   |

### 2019
Все сведения указаны по данным с сайта марафона.
5 км
| Место | Атлет                   | Гражданство | Время     |
| ----- | ----------------------- | ----------- | --------- |
| 1     | Роман Чиобану           | Молдова     | 0:16:28.1 |
| 2     | Николай Павленко        | Молдова     | 0:16:49.6 |
| 3     | Николай Попа            | Молдова     | 0:17:42.3 |
| 4     | Тудор - Роман Спринчеан | Молдова     | 0:18:54.2 |
| 5     | Михаела Ботнарй         | Молдова     | 0:18:59.6 |
| 6     | Михайл Спринчеан        | Молдова     | 0:19:14.8 |
| 7     | Василий Тудораки        | Молдова     | 0:21:06.9 |
| 8     | Дмитрий Стратан         | Молдова     | 0:21:11.9 |
| 9     | Юлияна Ткачиова         | Молдова     | 0:21:13.0 |
| 10    | Инна Соловьева          | Украина     | 0:21:38.3 |

10 км
| Место | Атлет           | Гражданство | Время     |
| ----- | --------------- | ----------- | --------- |
| 1     | Петр Кириак     | Молдова     | 0:35:53.1 |
| 2     | Игор Цимбаларь  | Молдова     | 0:36:10.5 |
| 3     | Габриел Иванчук | Молдова     | 0:37:56.4 |
| 4     | Руслан Ужа      | Молдова     | 0:38:35.8 |
| 5     | Дмитрий Зайков  | Молдова     | 0:38:55.7 |
| 6     | Дмитрий Иовский | Молдова     | 0:40:18.3 |
| 7     | Ион Молдовану   | Молдова     | 0:41:03.3 |
| 8     | Адриан Скиопу   | Молдова     | 0:41:05.3 |
| 9     | Руслан Павлов   | Молдова     | 0:41:10.9 |
| 10    | Генадие Гутиум  | Молдова     | 0:41:11.9 |

полумарафон
| Место | Атлет                | Гражданство | Время     |
| ----- | -------------------- | ----------- | --------- |
| 1     | Максим Райлеану      | Молдова     | 1:06:11.9 |
| 2     | Олександр Матвийчиук | Украина     | 1:08:10.0 |
| 3     | Михай Бизнюк         | Молдова     | 1:09:50.0 |
| 4     | Александр Кризневич  | Украина     | 1:12:31.4 |
| 5     | Алексей Каменсчик    | Молдова     | 1:16:53.7 |
| 6     | Андрей Кривой        | Молдова     | 1:19:09.5 |
| 7     | Михайл Кожухарь      | Молдова     | 1:20:10.2 |
| 8     | Катерина Карменко    | Украина     | 1:20:16.3 |
| 9     | Антон Чикарев        | Украина     | 1:20:32.9 |
| 10    | Михай Богачь         | Молдова     | 1:23:51.3 |

марафон
| Место | Атлет               | Гражданство | Время     |
| ----- | ------------------- | ----------- | --------- |
| 1     | Андрей Богачь       | Молдова     | 2:32:21.5 |
| 2     | Вячяслав Олишевский | Украина     | 2:32:39.8 |
| 3     | Серхий Попов        | Украина     | 2:33:57.8 |
| 4     | Николай Горбушко    | Молдова     | 2:37:46.0 |
| 5     | Юрий Виноградов     | Россия      | 2:44:29.3 |
| 6     | Слава Каланчя       | Молдова     | 2:52:34.4 |
| 7     | Ион Крачиун         | Молдова     | 2:55:28.0 |
| 8     | Зинаида Сакара      | Молдова     | 2:56:43.5 |
| 9     | Виталий Георгица    | Молдова     | 2:56:45.7 |
| 10    | Петр Кочук          | Молдова     | 2:57:39.5 |

Статистика участников марафона 2019
| Дистанция               | Завершили этап | Завершили этап | Завершили этап | Не завершили | Не вышли на старт | Всего зарегистрировано |
| Дистанция               | Всего          | Мужчины        | Женщины        | Не завершили | Не вышли на старт | Всего зарегистрировано |
| ----------------------- | -------------- | -------------- | -------------- | ------------ | ----------------- | ---------------------- |
| Марафон (42,195 км)     | 326            |                |                | 6            | 22                | 354                    |
| Полумарафон (21,097 км) | 785            |                |                | 2            | 17                | 804                    |
| 10,5 км                 | 1333           |                |                | 2            | 12                | 1347                   |
| 5 км                    | 1045           |                |                | 5            | 9                 | 1059                   |
| Итого                   | 3489           |                |                | 15           | 60                | 3564                   |

### 2021
Все сведения указаны по данным с сайта марафона.
5 км
| Место | Атлет             | Гражданство | Время     |
| ----- | ----------------- | ----------- | --------- |
| 1     | Николай Павленко  | Молдова     | 0:17:03.5 |
| 2     | Адриян Скиопу     | Молдова     | 0:18:47.5 |
| 3     | Владимир Кабис    | Молдова     | 0:19:06.2 |
| 4     | Даниел Мокану     | Молдова     | 0:19:47.7 |
| 5     | Дмитрий Ляху      | Молдова     | 0:20:26.1 |
| 6     | Даниел Бабанский  | Молдова     | 0:20:31.0 |
| 7     | Юлияна Ткачьова   | Молдова     | 0:22:15.2 |
| 8     | Кристиан Коркодел | Молдова     | 0:22:57.4 |
| 9     | Олег Писов        | Молдова     | 0:23:17.8 |
| 10    | Сергей Грицков    | Молдова     | 0:24:04.8 |

10 км
| Место | Атлет             | Гражданство | Время     |
| ----- | ----------------- | ----------- | --------- |
| 1     | Виталий Георгица  | Молдова     | 0:33:24.8 |
| 2     | Иванчюк Габриел   | Молдова     | 0:35:39.0 |
| 3     | Игорь Цимбаларь   | Молдова     | 0:37:44.0 |
| 4     | Дорин Романовский | Молдова     | 0:37:52.1 |
| 5     | Марчел Харитон    | Молдова     | 0:38:08.4 |
| 6     | Ион Гуцу          | Молдова     | 0:38:53.9 |
| 7     | Николай Омельянов | Молдова     | 0:39:01.7 |
| 8     | Сергей Писов      | Молдова     | 0:39:06.8 |
| 9     | Евгений Кетрару   | Молдова     | 0:39:45.4 |
| 10    | Денис Черкасин    | Молдова     | 0:40:49.5 |

полумарафон
| Место | Атлет             | Гражданство | Время     |
| ----- | ----------------- | ----------- | --------- |
| 1     | Генадие Цимбалист | Молдова     | 1:12:07.1 |
| 2     | Георге Бузулан    | Молдова     | 1:15:18.3 |
| 3     | Андрей Врабий     | Молдова     | 1:18:35.1 |
| 4     | Вениямин Иванов   | Молдова     | 1:19:35.2 |
| 5     | Михайл Кожухарь   | Молдова     | 1:19:44.5 |
| 6     | Молдовану Ион     | Молдова     | 1:19:56.2 |
| 7     | Валерий Иовский   | Молдова     | 1:20:51.6 |
| 8     | Дорин Макриничь   | Молдова     | 1:21:16.0 |
| 9     | Виктор Чебанов    | Молдова     | 1:22:14.8 |
| 10    | Никита Груя       | Молдова     | 1:23:19.1 |

марафон
| Место | Атлет             | Гражданство | Время     |
| ----- | ----------------- | ----------- | --------- |
| 1     | Иван Сюрис        | Молдова     | 2:22:03.3 |
| 2     | Олех Цибин        | Молдова     | 2:30:16.6 |
| 3     | Тудор Чеботарь    | Молдова     | 2:35:19.9 |
| 4     | Пиотр Кочук       | Молдова     | 2:36:45.6 |
| 5     | Андрей Чеботарь   | Молдова     | 2:48:56.5 |
| 6     | Станислав Чиж     | Молдова     | 2:50:09.5 |
| 7     | Жосх Петерсон     | США         | 2:51:57.6 |
| 8     | Артиом Решетников | Молдова     | 2:52:07.2 |
| 9     | Виктор Лазанюк    | Украина     | 2:58:49.3 |
| 10    | Виталий Клопот    | Молдова     | 3:02:05.5 |

Статистика участников марафона 2021
| Дистанция               | Завершили этап | Завершили этап | Завершили этап | Не завершили | Не вышли на старт | Всего зарегистрировано |
| Дистанция               | Всего          | Мужчины        | Женщины        | Не завершили | Не вышли на старт | Всего зарегистрировано |
| ----------------------- | -------------- | -------------- | -------------- | ------------ | ----------------- | ---------------------- |
| Марафон (42,195 км)     | 254            |                |                | 5            | 1                 | 260                    |
| Полумарафон (21,097 км) | 516            |                |                | 2            | 3                 | 521                    |
| 10,5 км                 | 651            |                |                | 3            | 7                 | 661                    |
| 5 км                    | 592            |                |                | 1            | 4                 | 597                    |
| Итого                   | 2013           |                |                | 11           | 15                | 2039                   |

### 2022
Все сведения указаны по данным с сайта марафона.
5 км
| Место | Атлет               | Гражданство | Время     |
| ----- | ------------------- | ----------- | --------- |
| 1     | Владислав Иванченко | Молдова     | 0:17:15.0 |
| 2     | Дорин Романовский   | Молдова     | 0:17:47.4 |
| 3     | Николай Омельянов   | Молдова     | 0:18:02.2 |
| 4     | Даниел Мокану       | Молдова     | 0:18:51.7 |
| 5     | Влад Табакарь       | Молдова     | 0:18:54.1 |
| 6     | Петр Кастравет      | Молдова     | 0:19:36.9 |
| 7     | Евгений Кожухарь    | Молдова     | 0:20:03.5 |
| 8     | Игорь Цимбаларь     | Молдова     | 0:20:19.3 |
| 9     | Ярослав Мушинский   | Молдова     | 0:20:31.5 |
| 10    | Александр Гордеев   | Молдова     | 0:20:52.5 |

10 км
| Место | Атлет             | Гражданство | Время     |
| ----- | ----------------- | ----------- | --------- |
| 1     | Габриел Иванчюк   | Молдова     | 0:34:45.1 |
| 2     | Андрей Врабий     | Молдова     | 0:35:55.8 |
| 3     | Михайл Прутяну    | Молдова     | 0:36:30.3 |
| 4     | Ион Молдовану     | Молдова     | 0:37:15.0 |
| 5     | Олег Иванченко    | Молдова     | 0:38:07.0 |
| 6     | Ион Гуцу          | Молдова     | 0:38:17.0 |
| 7     | Думитру Кузнецов  | Молдова     | 0:38:54.1 |
| 8     | Владимир Тиберняк | Молдова     | 0:39:16.2 |
| 9     | Андреея Ставилэ   | Молдова     | 0:39:26.8 |
| 10    | Константин Гервас | Молдова     | 0:39:42   |

полумарафон
| Место | Атлет             | Гражданство | Время     |
| ----- | ----------------- | ----------- | --------- |
| 1     | Николае Павленко  | Молдова     | 1:09:45.0 |
| 2     | Генадие Цимбалист | Молдова     | 1:10:25.8 |
| 3     | Георге Бузулан    | Молдова     | 1:11:09.6 |
| 4     | Николай Горбушко  | Молдова     | 1:11:58.8 |
| 5     | Петр Кочюк        | Молдова     | 1:12:46.0 |
| 6     | Алексей Каменсчик | Молдова     | 1:16:41.6 |
| 7     | Георге Горй       | Молдова     | 1:20:16.8 |
| 8     | Дорин Макриничь   | Молдова     | 1:21:16.5 |
| 9     | Soeren Schulz     | Германия    | 1:21:55.9 |
| 10    | Артур Савьелев    | Молдова     | 1:22:19.9 |

марафон
| Место | Атлет            | Гражданство | Время     |
| ----- | ---------------- | ----------- | --------- |
| 1     | Виталий Георгица | Молдова.    | 2:30:06.5 |
| 2     | Тудор Чеботарь   | Молдова     | 2:33:27.1 |
| 3     | Станислав Чиж    | Молдова     | 2:44:43.8 |
| 4     | Вячеслав Швец    | Молдова     | 2:46:51.0 |
| 5     | Peterson Joshua  | США         | 2:47:29.2 |
| 6     | Евгений Питика   | Молдова     | 2:47:52.6 |
| 7     | Виталий Споришь  | Молдова     | 2:56:33.9 |
| 8     | Артем Решетников | Молдова     | 2:57:38.2 |
| 9     | Felix Faehre     | Молдова     | 2:57:36.8 |
| 10    | Василий Оларь    | Молдова     | 2:58:29.7 |

### 2023
Все сведения указаны по данным с сайта марафона.
| Дистанция   | Место | Атлет               | Гражданство | Время     |
| ----------- | ----- | ------------------- | ----------- | --------- |
| 5 км        | 1     | IVANCENCO VLADISLAV | Молдова     | 0:17:27.0 |
| 5 км        | 2     | TALCHIU ALEXANDR    | Молдова     | 0:17:40.8 |
| 5 км        | 3     | MOCANU DANIEL       | Молдова     | 0:17:45.9 |
| 10 км       | 1     | LUCHIANOV ION       | Молдова     | 0:33:49.4 |
| 10 км       | 2     | IVANCIUC GABRIEL    | Молдова     | 0:34:52.1 |
| 10 км       | 3     | IVANOV VENIAMIN     | Молдова     | 0:35:59.2 |
| полумарафон | 1     | IVAN SIURIS         | Молдова     | 1:08:43.7 |
| полумарафон | 2     | BUZULAN GHEORGHE    | Молдова     | 1:12:18.3 |
| полумарафон | 3     | NICOLAE PAVLENCO    | Молдова     | 1:14:11.3 |
| марафон     | 1     | GHEORGHITA VITALIE  | Молдова     | 2:38:17.4 |
| марафон     | 2     | GORBUSCO NICOLAI    | Молдова     | 2:42:31.4 |
| марафон     | 3     | SHVETS VYACHESLAV   | Молдова     | 2:50:26.5 |

### 2024
| Дистанция   | Место | Атлет               | Гражданство | Время     | Место | Атлет             | Гражданство | Время     |
| ----------- | ----- | ------------------- | ----------- | --------- | ----- | ----------------- | ----------- | --------- |
| 5 км        | 1     | Vladislav Ivancenco | Молдова     | 0:17:21.4 | 1     | Mihaela Botnari   | Молдова     | 0:19:47.2 |
| 5 км        | 2     | Andrei Pantelisin   | Молдова     | 0:17:25.1 | 2     | Iulia Pasa        | Молдова     | 0:20:08.7 |
| 5 км        | 3     | Gheorghe Raileanu   | Молдова     | 0:17:29.8 | 3     | Olga Lupu         | Молдова     | 0:21:05.0 |
| 10 км       | 1     | Maxim Raileanu      | Молдова     | 0:32:32.7 | 1     | Elena Cretu       | Молдова     | 0:43:55.5 |
| 10 км       | 2     | Igor Radev          | Молдова     | 0:34:11.0 | 2     | Otilia Naftanaila | Молдова     | 0:44:35.3 |
| 10 км       | 3     | Gabriel Cretu       | Молдова     | 0:34:33.5 | 3     | Maria Carpenco    | Молдова     | 0:44:50.8 |
| полумарафон | 1     | Gheorghe Buzulan    | Молдова     | 1:12:15.3 | 1     | Ecaterina Cernat  | Молдова     | 1:19:21.4 |
| полумарафон | 2     | Radu Cebotari       | Молдова     | 1:17:50.7 | 2     | Svetlana Dereli   | Молдова     | 1:30:08.9 |
| полумарафон | 3     | Nicolae Pavlenco    | Молдова     | 1:19:28.7 | 3     | Olesea Gaidamaca  | Молдова     | 1:36:24.0 |
| марафон     | 1     | Nicolae Gorbusco    | Молдова     | 2:32:57.7 | 1     | Yuliia Tarasova   | Украина     | 2:58:13.1 |
| марафон     | 2     | Cristian Comerzan   | Молдова     | 2:41:18.5 | 2     | Natalia Zbirnea   | Молдова     | 3:04:40.7 |
| марафон     | 3     | Oleg Cazac          | Молдова     | 2:41:20.6 | 3     | Anastasia Komleva | Молдова     | 3:23:00.1 |

### Многократные победители
- Виталий Георгица[нем.] — 4 раза.